# 特轄區
特轄區（俄语：опри́чнина）是俄罗斯沙皇伊凡四世在1565年至1572年间施行的国家政策，相关地区由沙皇直接管辖，该政策包括对波雅尔（俄罗斯贵族）的大规模镇压、当众处决、没收土地和财产，为数达6000人特辖区管则是俄罗斯历史上最早的政治警察，由马柳塔·斯库拉托夫领导。